# KURU KURU
『KURU KURU』（クル クル）は、日本のバンドSOPHIAの15枚目のシングルである。2001年6月13日発売。発売元はトイズファクトリー。

## 概要
- 2001年第2弾シングル。
- ジャケットには手塚治虫原作のアニメ『ふしぎなメルモ』の主人公・渡メルモが登場している[1]。
- 初回生産分のみピクチャーレーベル仕様。

## 収録曲
1. KURU KURU (5:08)
作詞：松岡充、作曲：豊田和貴、編曲：SOPHIA
デビュー当時からライブで歌われていた[1]。
2. nothing (4:06)
作詞：松岡充、作曲：豊田和貴、編曲：SOPHIA
3. WOOZ!  (4:29)
作詞：松岡充、作曲：都啓一、編曲：SOPHIA
4. KURU KURU (inst.) (5:08)

## 楽曲の収録アルバム

### KURU KURU
- ライブ『1999』（2000年）
- ベスト『THE SHORT HAND〜SINGLES COLLECTION〜』（2001年）

### WOOZ!
- オリジナル『進化論』（2001年）

## タイアップ
- KURU KURU：テレビ朝日系『2001 ル・マン24時間レース』テーマソング
- WOOZ!：NTV系『THE独占サンデー』イメージソング